# 800 mètres masculin aux championnats du monde d'athlétisme 2013
Navigation
Daegu 2011 Pékin 2015
L'épreuve du 800 mètres masculin des championnats du monde de 2013 s'est déroulée du 10 au 13 août 2013 dans le stade Loujniki, le stade olympique de Moscou, en Russie. Elle est remportée par l'Éthiopien Mohammed Aman.

## Records et performances

### Records
Les records du 800 m hommes (mondial, des championnats et par continent) étaient avant les championnats 2013 les suivants.
| Record                    | Athlète              | Pays             | Temps         | Lieu         | Date               |
| ------------------------- | -------------------- | ---------------- | ------------- | ------------ | ------------------ |
| Record du monde           | David Lekuta Rudisha | Kenya            | 1 min 40 s 91 | Londres      | 9 août 2012        |
| Record des championnats   | Billy Konchellah     | Kenya            | 1 min 43 s 06 | Séville      | 1er septembre 1987 |
| Record d'Afrique          | David Lekuta Rudisha | Kenya            | 1 min 40 s 91 | Londres      | 9 août 2012        |
| Record d'Asie             | Yusuf Saad Kamel     | Bahreïn          | 1 min 42 s 71 | Monaco       | 29 juillet 2008    |
| Record d'Amérique du Nord | Johnny Gray          | États-Unis       | 1 min 42 s 60 | Coblence     | 28 août 1985       |
| Record d'Amérique du Sud  | Joaquim Cruz         | Brésil           | 1 min 41 s 77 | Cologne      | 26 août 1984       |
| Record d'Europe           | Wilson Kipketer      | Danemark         | 1 min 41 s 11 | Cologne      | 24 août 1997       |
| Record d'Océanie          | Peter Snell          | Nouvelle-Zélande | 1 min 44 s 30 | Christchurch | 3 février 1962     |

### Meilleures performances de l'année 2013
Les dix coureurs les plus rapides de l'année sont, avant les championnats, les suivants.
|    | Athlète               | Pays       | Temps         | Lieu       | Date            |
| -- | --------------------- | ---------- | ------------- | ---------- | --------------- |
| 1  | Duane Solomon         | États-Unis | 1 min 43 s 27 | Des Moines | 23 juin 2013    |
| 2  | Mohammed Aman         | Éthiopie   | 1 min 43 s 33 | Lausanne   | 4 juillet 2013  |
| 3  | Ayanleh Souleiman     | Djibouti   | 1 min 43 s 63 | Sollentuna | 27 juin 2013    |
| 4  | Nick Symmonds         | États-Unis | 1 min 43 s 67 | Londres    | 26 juillet 2013 |
| 5  | Pierre-Ambroise Bosse | France     | 1 min 43 s 76 | Monaco     | 19 juillet 2013 |
| 6  | Brandon Johnson       | États-Unis | 1 min 43 s 84 | Madrid     | 13 juillet 2013 |
| 7  | David Lekuta Rudisha  | Kenya      | 1 min 43 s 87 | Doha       | 10 mai 2013     |
| 8  | Kevin López           | Espagne    | 1 min 43 s 93 | Monaco     | 19 juillet 2013 |
| 9  | Ilham Tanui Özbilen   | Turquie    | 1 min 44 s 00 | Mersin     | 29 juin 2013    |
| 10 | Marcin Lewandowski    | Pologne    | 1 min 44 s 20 | Monaco     | 19 juillet 2013 |

## Critères de qualification
Pour se qualifier pour les Championnats (minima A), il fallait avoir réalisé moins de 1 min 45 s 30 entre le 1er octobre 2012 et le 29 juillet 2013. Le minima B est de 1 min 46 s 20
.

## Résultats

### Finale
| Rang               | Athlète                  | Temps         | Notes |
| ------------------ | ------------------------ | ------------- | ----- |
| Médaille d'or      | Mohammed Aman            | 1 min 43 s 31 | SB    |
| Médaille d'argent  | Nick Symmonds            | 1 min 43 s 55 | SB    |
| Médaille de bronze | Ayanleh Souleiman        | 1 min 43 s 76 |       |
| 4                  | Marcin Lewandowski       | 1 min 44 s 08 | SB    |
| 5                  | Andrew Osagie            | 1 min 44 s 36 | SB    |
| 6                  | Duane Solomon            | 1 min 44 s 42 |       |
| 7                  | Pierre-Ambroise Bosse    | 1 min 44 s 79 |       |
| DSQ                | Abdulaziz Ladan Mohammed | 1 min 46 s 57 |       |

### Demi-finales
Les deux premiers athlètes de chaque course et les deux meilleurs autres temps se qualifient pour la finale.
| Rang | Athlète                  | Temps              |
| ---- | ------------------------ | ------------------ |
| 1    | Duane Solomon            | 1 min 43 s 87      |
| 2    | Abdulaziz Ladan Mohammed | 1 min 44 s 10 (PB) |
| 3    | Marcin Lewandowski       | 1 min 44 s 56      |
| 4    | Andrew Osagie            | 1 min 44 s 85 (SB) |
| 5    | Antoine Gakeme           | 1 min 45 s 39 (PB) |
| 6    | Alexander Rowe           | 1 min 45 s 80      |
| 7    | Kevin López              | 1 min 52 s 93      |
|      | Ferguson Rotich          | DQ                 |

| Rang | Athlète               | Temps         |
| ---- | --------------------- | ------------- |
| 1    | Mohammed Aman         | 1 min 44 s 71 |
| 2    | Pierre-Ambroise Bosse | 1 min 44 s 75 |
| 3    | Brandon Johnson       | 1 min 44 s 89 |
| 4    | Samir Jamma           | 1 min 46 s 53 |
| 5    | Luis Alberto Marco    | 1 min 46 s 75 |
| 6    | Michael Rimmer        | 1 min 47 s 06 |
| 7    | Giordano Benedetti    | 1 min 48 s 31 |
| 8    | Rafith Rodríguez      | 2 min 01 s 94 |

| Rang | Athlète                  | Temps         |
| ---- | ------------------------ | ------------- |
| 1    | Ayanleh Souleiman        | 1 min 44 s 99 |
| 2    | Nick Symmonds            | 1 min 45 s 00 |
| 3    | Musaeb Abdulrahman Balla | 1 min 45 s 43 |
| 4    | Adam Kszczot             | 1 min 45 s 68 |
| 5    | Ronald Musagala          | 1 min 45 s 87 |
| 6    | Anthony Chemut           | 1 min 46 s 06 |
| 7    | Tamás Kazi               | 1 min 46 s 40 |
| 8    | Amine El Manaoui         | 1 min 49 s 09 |

### Séries
Les 3 premiers de chaque séries (Q) plus les 6 meilleurs temps (q) se qualifient pour les demi-finales.
| Rang | Athlète               | Temps              |
| ---- | --------------------- | ------------------ |
| 1    | Pierre-Ambroise Bosse | 1 min 47 s 70      |
| 2    | Marcin Lewandowski    | 1 min 47 s 83      |
| 3    | Giordano Benedetti    | 1 min 47 s 90      |
| 4    | Hamada Mohamed        | 1 min 47 s 96      |
| 5    | Kleberson Davide      | 1 min 48 s 28      |
| 6    | Paul Robinson         | 1 min 48 s 61      |
| 7    | Leoman Momoh          | 1 min 49 s 25      |
| 8    | Taras Bybyk           | 1 min 49 s 39      |
| 9    | Moussa Camara         | 1 min 49 s 78 (SB) |

| Rang | Athlète         | Temps         |
| ---- | --------------- | ------------- |
| 1    | Ronald Musagala | 1 min 46 s 12 |
| 2    | Adam Kszczot    | 1 min 46 s 26 |
| 3    | Brandon Johnson | 1 min 46 s 32 |
| 4    | Kevin López     | 1 min 46 s 61 |
| 5    | Andy González   | 1 min 46 s 80 |
| 6    | Brice Etès      | 1 min 53 s 60 |
| 7    | Manuel António  | 1 min 57 s 40 |
|      | Nijel Amos      | DNS           |

| Rang | Athlète                  | Temps              |
| ---- | ------------------------ | ------------------ |
| 1    | Duane Solomon            | 1 min 45 s 80      |
| 2    | Abdulaziz Ladan Mohammed | 1 min 45 s 94      |
| 3    | Andrew Osagie            | 1 min 46 s 16      |
| 4    | Luis Alberto Marco       | 1 min 46 s 40      |
| 5    | Tamás Kazi               | 1 min 46 s 48      |
| 6    | Samorn Kieng             | 1 min 55 s 17 (SB) |
| 7    | Benjamín Enzema          | 1 min 56 s 82 (SB) |
|      | André Olivier            | DNS                |

| Rang | Athlète                  | Temps         |
| ---- | ------------------------ | ------------- |
| 1    | Nick Symmonds            | 1 min 46 s 90 |
| 2    | Musaeb Abdulrahman Balla | 1 min 46 s 94 |
| 3    | Samir Jamma              | 1 min 46 s 94 |
| 4    | Mark English             | 1 min 47 s 08 |
| 5    | Prince Mumba             | 1 min 47 s 85 |
| 6    | James Eichberger         | 1 min 47 s 96 |
| 7    | Jeremiah Kipkorir Mutai  | 1 min 50 s 17 |
| 8    | Ilia Mukhin              | 1 min 54 s 88 |

| Rang | Athlète                   | Temps              |
| ---- | ------------------------- | ------------------ |
| 1    | Mohammed Aman             | 1 min 44 s 93      |
| 2    | Ferguson Rotich Cheruiyot | 1 min 45 s 25      |
| 3    | Michael Rimmer            | 1 min 45 s 47      |
| 4    | Alexander Rowe            | 1 min 45 s 96      |
| 5    | Antoine Gakeme            | 1 min 46 s 70 (PB) |
| 6    | Rafith Rodríguez          | 1 min 46 s 76      |
| 7    | Amine Belferar            | 1 min 47 s 17      |
| 8    | Jozef Repcìk              | 1 min 47 s 93      |

| Rang | Athlète             | Temps              |
| ---- | ------------------- | ------------------ |
| 1    | Ayanleh Souleiman   | 1 min 46 s 86      |
| 2    | Anthony Chemut      | 1 min 47 s 13      |
| 3    | Amine El Manaoui    | 1 min 47 s 15      |
| 4    | Jan Kubista         | 1 min 47 s 66      |
| 5    | Anis Ananenka       | 1 min 47 s 76      |
| 6    | Anthony Romaniw     | 1 min 47 s 98      |
| 7    | Wesley Vazquez      | 1 min 50 s 60      |
| 8    | Ribeiro de Carvalho | 2 min 04 s 74 (PB) |

### Légende
Records et Performances
- AR : Record continental (area record)
- CR : Record des championnats (championship record)
- MR : Record du meeting (meet record)
- NR : Record national (national record)
- OR : Record olympique (olympic record)
- PR : Record paralympique (paralympic record)
- PB : Record personnel (personal best)
- SB : Meilleure performance personnelle de la saison (season's best)
- WL : Meilleure performance mondiale de l'année (world leader)
- WJR : Record du monde junior (world junior record)
- WR : Record du monde (world record)

Circonstances et Conditions
- DNF : N'a pas terminé (did not finish)
- DNS : N'a pas pris le départ (did not start)
- DQ : Disqualification (disqualification)
- NM : Aucun essai valable enregistré (No Mark)
- Q : Qualifié « directement » au prochain tour (ou à la prochaine compétition), lors d'une compétition majeure, grâce au classement ou à la réalisation des minima (automatic qualifier)
- q : Qualifié au prochain tour (ou à la prochaine compétition), lors d'une compétition majeure, grâce au repêchage ou à la réalisation de l'une des meilleures performances parmi celles des « non qualifiés directement » (grâce au meilleur temps ou à la meilleure distance par exemple) (secondary qualifier)